# Oh! Pleasant Hope
| Recensione   | Giudizio |
| ------------ | -------- |
| AllMusic     | [ 1 ]    |
| Sputnikmusic | 2.7      |

Oh! Pleasant Hope è il sesto ed ultimo album del primo periodo di vita del gruppo Blue Cheer (che si scioglierà nel 1972 per poi riunirsi nel 1984), pubblicato dalla Phillips Records nell'aprile del 1971 e prodotto da Eric Albronda e la stessa band.

## Tracce
Lato A
1. Hiway Man – 4:20 (Norman Mayell, Gary Lee Yoder, Gary R. Grelecki)
2. Believer – 3:55 (Gary Lee Yoder, Gary R. Grelecki)
3. Money Troubles – 4:04 (Richard Peddicord)
4. Traveling Man – 3:08 (Gary Lee Yoder, Gary R. Grelecki)

Lato B
1. Oh! Pleasant Hope – 2:37 (Richard Peddicord)
2. I'm the Light – 5:43 (Norman Mayell, Kent Housman)
3. Ecological Blues – 2:23 (Norman Mayell)
4. Lester the Arrester – 3:09 (Ralph Burn Kellogg)
5. Heart Full of Soul – 4:38 (Dickie Peterson)

## Formazione
Gruppo
- Dickie Peterson - basso, voce
- Gary L. Yoder - chitarra acustica, chitarra elettrica, voce
- Norman Mayell - batteria, chitarra, sitar, dobro, voce
- Ralph B. Kellogg - pianoforte, organo, basso

Altro personale
- Richard Peddicord - chitarra, voce
- Kent Housman - dobro, chitarra, accompagnamento vocale
- Jack May - chitarra
- Dehner Patten - chitarra
- Jim Keylor - basso
- Doug Killmer - basso
- Ronald Stallings - sassofono
- Bob Garland - tromba
- William Truckaway - arpa
- Cynthia Jobse - arpa

Note aggiuntive
- Eric Albronda e Blue Cheer - produttori
- Robert H. Sarenpa - A&R director
- Registrato, mixato ed editato al Coast Recorders di San Francisco, California
- Mark Harman e George Horn - ingegneri delle registrazioni
- George Horn - ingegnere del remixaggio
- John Craig - design album
- Norman Mayell - copertina
- Des Strobel - direttore artistico